# دانيال امهوف
دانيال امهوف (22 نوفمبر 1977 بويل في سويسرا - ) هو لاعب كرة قدم كندي في مركز الوسط. شارك مع منتخب كندا لكرة القدم. أما مع النوادي، فقد لعب مع نادي بوخوم ونادي سانت غالن ونادي ويل.

## وصلات خارجية
- دانيال امهوف على موقع الاتحاد الدولي (مؤرشف)  (الإنجليزية)
- دانيال امهوف على موقع قاعدة بيانات كرة القدم.إي يو (الإنجليزية)
- دانيال امهوف على موقع ناشيونال فوتبول تيمز (الإنجليزية)
- دانيال امهوف على موقع عالم كرة القدم.نت (الإنجليزية)